# حکایت‌های کمال
حکایت‌های کمال یک مجموعۀ تلویزیونی به کارگردانی قدرت‌الله صلح میرزایی و تهیه کنندگی محسن شایانفر است که در سال ۱۳۹۸ از شبکه دوم سیما پخش شد. این سریال در ۳۳ قسمت براساس مجموعۀ داستان حکایت‌های کمال نوشتۀ محمد میرکیانی ساخته شده‌است.
فصل دوم این مجموعۀ تلویزیونی به کارگردانی قدرت‌الله صلح میرزایی و تهیه‌کنندگی محمود سلامیان است که در سال ۱۴۰۴ از شبکه دوم ساعت ۲۱:۱۵ پخش می‌شود. این سریال در ۴۰ قسمت ساخته شده‌است.

## خلاصه داستان
این سریال روایتی از دهه ۴۰ است و ساختاری اپیزودیک دارد. قهرمان داستان پسری نوجوان به نام کمال است. این سریال در شهرک غزالی ساخته شده و فضایی طنز و نوستالژی دارد.

## بازیگران
- محمود پاک‌نیت
- امیرمهدی خاک‌پیز
- حمید ابراهیمی
- میرطاهر مظلومی
- ایرج نوذری
- جعفر دهقان
- محمد فیلی
- کاظم هژیرآزاد
- کاظم نوربخش
- مجید سعیدی
- یوسف صیادی
- آزیتا ترکاشوند
- سولماز حصاری

## داستان
قهرمان داستان پسری نوجوان به نام کمال است. فضای این سریال در دهه ۴۰ در شهرک غزالی می‌گذرد و فضایی طنز و نوستالژی دارد.